# Stockbridge (Vermont)
Pour les articles homonymes, voir Stockbridge.
Stockbridge est une ville du comté de Windsor au Vermont aux États-Unis. En 2010 la population était de 736 habitants.